# 기무라 리에
기무라 리에(일본어: 木村 理恵, 1971년 7월 30일 ~ )는 일본의 은퇴한 여자 축구 선수이다.

## 국가대표팀 경력
그녀는 1996년 5월 16일 미국과의 경기에서 일본 국가대표팀에 데뷔했다. 2001년 AFC 여자 축구 선수권 대회 준우승 획득에 기여. 그녀는 2001년까지 국제 A매치 21경기에 출전했다.

## 통계
| 일본 | 일본 | 일본 |
| 연도 | 출전 | 득점 |
| ---- | ---- | ---- |
| 1996 | 2    | 0    |
| 1997 | 0    | 0    |
| 1998 | 0    | 0    |
| 1999 | 6    | 0    |
| 2000 | 6    | 0    |
| 2001 | 7    | 0    |
| 통산 | 21   | 0    |